# 소수대표제
소수대표제(小數代表制)는 선거구에서 가장 많은 표를 얻은 후보(최다득표자)만을 당선자로 정하는 다수대표제에 대응하는 개념으로, 최다득표자 외의 후보도 당선자가 될 수 있는 선거 제도를 말한다.
하나의 선거구에서 1명을 선출하는 소선거구제이든, 2명 이상을 선출하는 대선거구제이든 이들 선거에서는 기본적으로 다수의 표를 얻은 후보가 당선자가 된다. 소수대표제는 가장 많은 득표를 한 후보가 당선자(다수대표)가 될 뿐만 아니라 두번째 또는 세번째 이하의 득표를 한 후보도 당선자(소수대표)가 되는 제도라는 뜻으로, 소수대표제는 실상 대선거구제와 같은 말이다.

## 같이 보기
- 대선거구제
- 다수대표제
- 비례대표제
- 직능대표제